# Strumigenys irrorata
Strumigenys irrorata är en myrart som beskrevs av Santschi 1913. Strumigenys irrorata ingår i släktet Strumigenys och familjen myror. Inga underarter finns listade i Catalogue of Life.